# Laval Kebs
Laval Kebs (Kebs de Laval en francés) fue un equipo profesional de baloncesto de la NBL con sede en la ciudad de Laval, hasta 2006 jugó en la ciudad de Quebec. De 2006 a 2008 participó en la Premier Basketball League, de 2008 a 2012 jugó en la American basketball League. Solo jugó una temporada en la NBL (2011-2012), antes de iniciar la temporada 2012-2013 cesó operaciones en la liga. Kebs es una abreviatura de la palabra Kebekwa una ortografía fonética de la palabra Québécois, o "Quebeckers."

## Trayectoria
Nota: G: Partidos ganados; P:Partidos perdidos; %:porcentaje de victorias
| Temporada | G  | P  | %    | Play-offs | Resultado |
| --------- | -- | -- | ---- | --------- | --------- |
| 2011-12   | 22 | 14 | .611 | 1-2       |           |